# قائمة الحاصلين على جائزة بلزان
هذه قائمة بأسماء الحاصلين على جائزة بلزان. الأشخاص المتبوعة أسماؤهم بعلامة  حصلوا أيضًا على جائزة نوبل.

## 1961
- مؤسسة نوبل (السويد): النشاط الإنساني والسلام والأخوة بين البشر.

## 1962

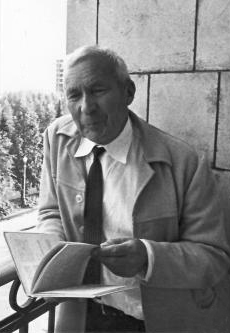
أندريه كولموغوروف (الاتحاد السوفييتي)، جائزة بلزان سنة 1962 في مجال الرياضيات

- أندريه كولموغوروف (الاتحاد السوفييتي): الرياضيات.
- كارل فون فريش (النمسا): علم الأحياء.
- باول هيندميت (ألمانيا): الموسيقى.
- البابا يوحنا الثالث والعشرون (إيطاليا): النشاط الإنساني والسلام والإخوة بين البشر.
- صمويل إليوت موريسون (الولايات المتحدة الأمريكية): التاريخ.

## 1978
- الأم تريزا (الهند): النشاط الإنساني والسلام والإخوة بين البشر.

## 1979
- إرنست لابروس (فرنسا) وجوزيبي توتشي (إيطاليا): التاريخ.
- جان بياجيه (سويسرا): العلوم الاجتماعية والسياسية.
- توربيورن كاسبرسون (السويد): علم الأحياء.

## 1980

حسن فتحي (مصر)، جائزة بلزان سنة 1980 في مجال العمارة وتخطيط المدن

- إنريكو بومبيري (إيطاليا): الرياضيات.
- حسن فتحي (مصر): العمارة وتخطيط المدن.
- خورخي لويس بورخيس (الأرجنتين): علوم اللغة والنقد الأدبي.

## 1981
- دان ماكينزي (المملكة المتحدة)، دراموند ماثيوز (المملكة المتحدة)، فردريك فاين (المملكة المتحدة): الجيولوجيا وفيزياء الأرض.
- يوسف بيبر (ألمانيا): الفلسفة.
- بول رويتر (فرنسا): القانون الدولي العلم

## 1982
- جان باتيست دوروسيل (فرنسا): العلوم الاجتماعية.
- كينيث ثيمان (المملكة المتحدة/الولايات المتحدة): علم النبات البحت والتطبيقي.
- ماسيمو بالوتينو (إيطاليا): علوم الآثار.

## 1983

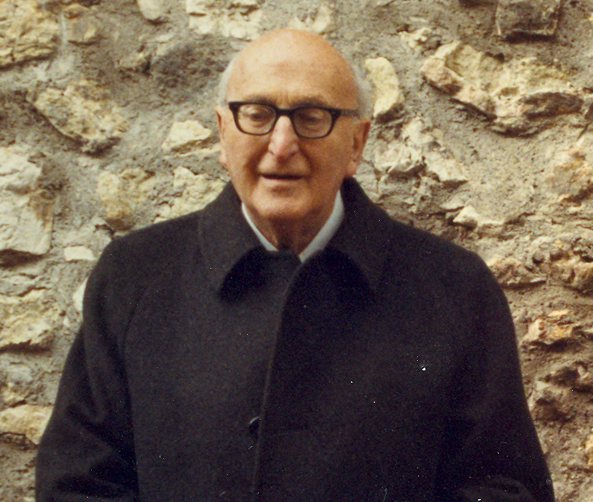
المستشرق فرانشسكو غابرييلي (إيطاليا)، جائزة بلزان سنة 1983 في مجال الدراسات الشرقية

- إدوارد شيلز (الولايات المتحدة): علم الاجتماع.
- إرنست ماير (ألمانيا/الولايات المتحدة): علم الحيوان.
- فرانشسكو غابرييلي (إيطاليا): الدراسات الشرقية.

## 1984
- يان هندريك أورت (هولندا): الفيزياء الفلكية.
- جان ستاروبينسكي (سويسرا): تاريخ الآداب ونقدها.
- سيوال رايت (الولايات المتحدة): علم الوراثة.

## 1985
- إرنست غومبريتش (النمسا/المملكة المتحدة): تاريخ الفن الغربي.
- جان-بيير سير (فرنسا): الرياضيات.

## 1986
- جان ريفيرو (فرنسا): حقوق الإنسان الأساسية.
- أوتو نويغيباور (النمسا/الولايات المتحدة): تاريخ العلم.
- روجر ريفال (الولايات المتحدة): علم المحيطات/علم المناخ.
- المفوض السامي للأمم المتحدة لشؤون اللاجئين: النشاط الإنساني والسلام والإخوة بين البشر.

## 1987
- جيروم سيمور برونر (الولايات المتحدة): علم النفس البشري.
- فيليب توبياس (جنوب أفريقيا): علم الإنسان الحيوي.
- ريتشارد وليم ساوثرن (المملكة المتحدة): التاريخ الوسيط.

## 1988
- ميكائيل إيفيناري (إسرائيل) وأوتو لودفيغ لانغه (ألمانيا): علم النبات التطبيقي (شاملًا الجانب البيئي).
- رينيه إتييمبل (فرنسا): الأدب المقارن.
- شموئيل آيزنشتات (إسرائيل): علم الاجتماع.

## 1989

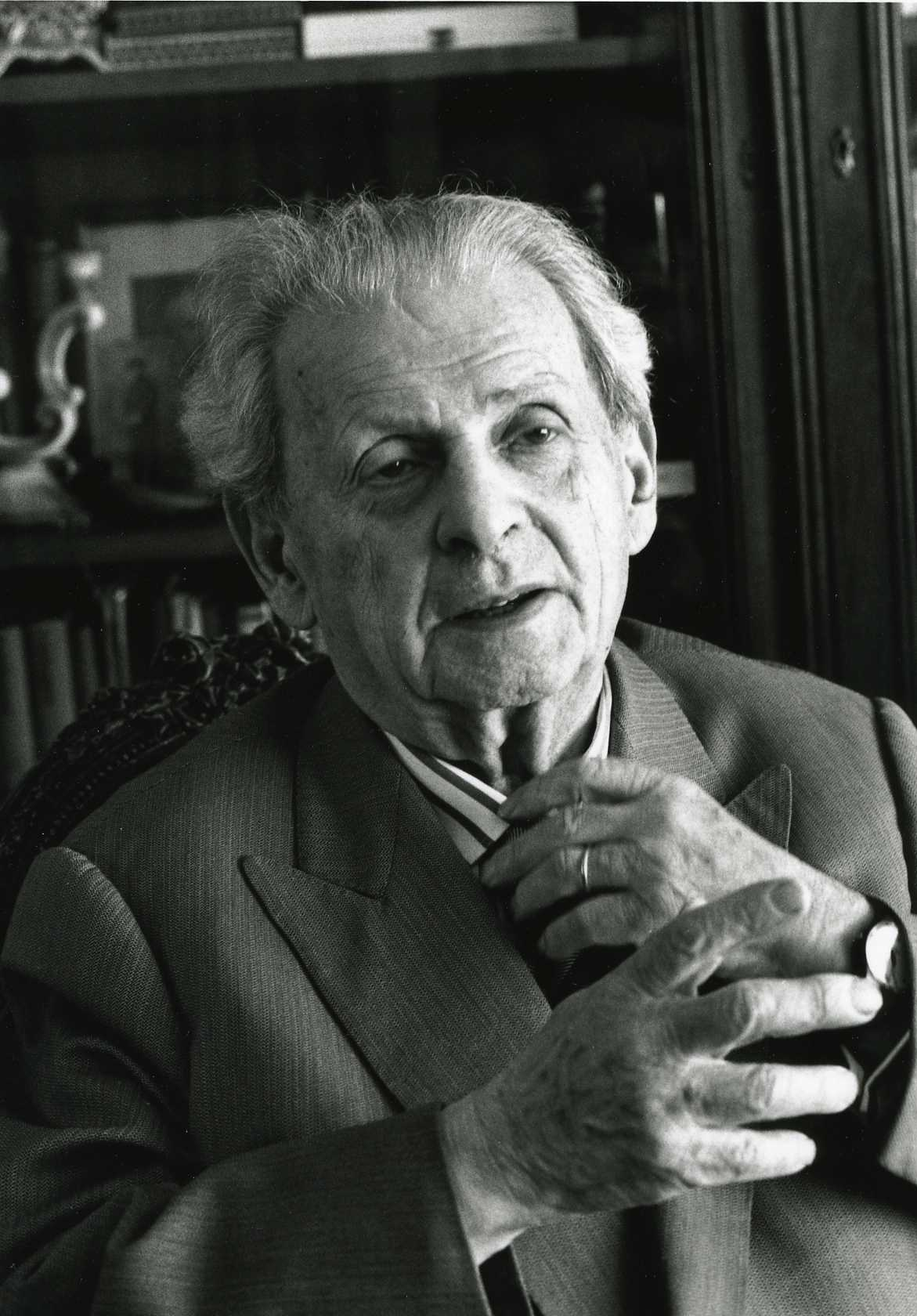
إيمانويل ليفيناس (ليتوانيا/فرنسا)، جائزة بلزان سنة 1989 في مجال الفلسفة

- إيمانويل ليفيناس (ليتوانيا/فرنسا): الفلسفة.
- ليو باردي (إيطاليا): علم سلوك الحيوان.
- مارتن ريس (المملكة المتحدة): الفيزياء الفلكية عالية الطاقة.

## 1990
- جيمس فريمان غيلبرت (الولايات المتحدة): فيزياء الأرض.
- بيير لاليف ديبيناي (سويسرا): القانون الدولي الخاص.
- فالتر بوركرت (ألمانيا): دراسات العالم القديم (منطقة حوض البحر المتوسط).

## 1991
- الأب بيير (فرنسا): النشاط الإنساني والسلام والإخوة بين البشر.
- جورجي ليغيتي (المجر/النمسا): الموسيقى.
- جون مينارد سميث (المملكة المتحدة): علم الوراثة والتطور.
- فيتورينو ماغالهايس غودينيو (البرتغال): التاريخ.

## 1992
- أرمان بورل (سويسرا): الرياضيات.

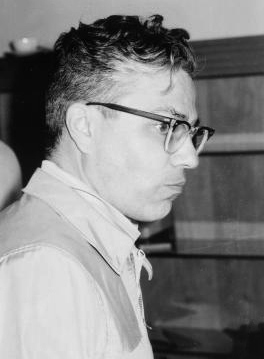
أرمان بورل (سويسرا): جائزة بلزان سنة 1992 في مجال الرياضيات.

- إبراهيم سامبا (غامبيا): الطب الوقائي.
- جوفاني ماكيا (إيطاليا): التاريخ والنقد الأدبي.

## 1993
- جان لوكلان (فرنسا): فنون وآثار العالم القديم.
- لوتار غال (ألمانيا): تاريخ مجتمعات القرنين التاسع عشر والعشرين.
- فولفغانغ بيرغر (ألمانيا/الولايات المتحدة): علم الأحياء القديمة.

## 1994
- فريد هويل (المملكة المتحدة) ومارتن شفارتسشلد (ألمانيا/الولايات المتحدة): الفيزياء الفلكية (تطور النجوم)
- نوربيرتو بوبيو (إيطاليا): القانون والعلوم السياسية (الحكومات والديمقراطية).
- رينيه كوتو (فرنسا): علم الأحياء.

## 1995
- آلن هيغير (الولايات المتحدة): علوم المواد المستحدثة غير البيولوجية.
- كارلو تشيبولا (إيطاليا): التاريخ الاقتصادي.
- إيف بونفوا (فرنسا): تاريخ ونقد الفن.

## 1996

حصلت اللجنة الدولية للصليب الأحمر على جائزة بلزان سنة 1996 في مجال النشاط الإنساني والسلام والأخوة بين البشر.

- أرنو بورست (ألمانيا): تاريخ ثقافات العصور الوسطى.
- أرنت إلياسن (النرويج): علم الأرصاد الجوية.
- اللجنة الدولية للصليب الأحمر: النشاط الإنساني والسلام والإخوة بين البشر.
- ستانلي هوفمان (النمسا/الولايات المتحدة/فرنسا): العلوم السياسية: العلاقات الدولية المعاصرة.

## 1997
- تشارلز كولتسون غيلسبي (الولايات المتحدة): تاريخ وفلسفة العلوم.
- ستانلي جياراجا تامبياه (سريلانكا/الولايات المتحدة): العلوم الاجتماعية وعلم الإنسان الاجتماعي.
- توماس ويلسون ميد (المملكة المتجدة): علم الوبائيات.

## 1998
- أندريه واليكي (بولندا/الولايات المتحدة): التاريخ: التاريخ الثقافي والاجتماعي للعالم السلافي من عهد كاترين العظمى إلى الثورة الروسية سنة 1917.
- هارمون كريغ (الولايات المتحدة): الجيوكيمياء.
- روبرت ماككريدي ماي (المملكة المتحدة/أستراليا): التنوع الحيوي.

## 1999
- جون إليوت (المملكة المتحدة): التاريخ.
- لويجي لوكا كافاللي-سفورزا (إيطاليا/الولايات المتحدة): دراسات أصل الإنسان.
- ميخائيل غروموف (روسيا/فرنسا): الرياضيات.
- بول ريكور (فرنسا): الفلسفة.

## 2000

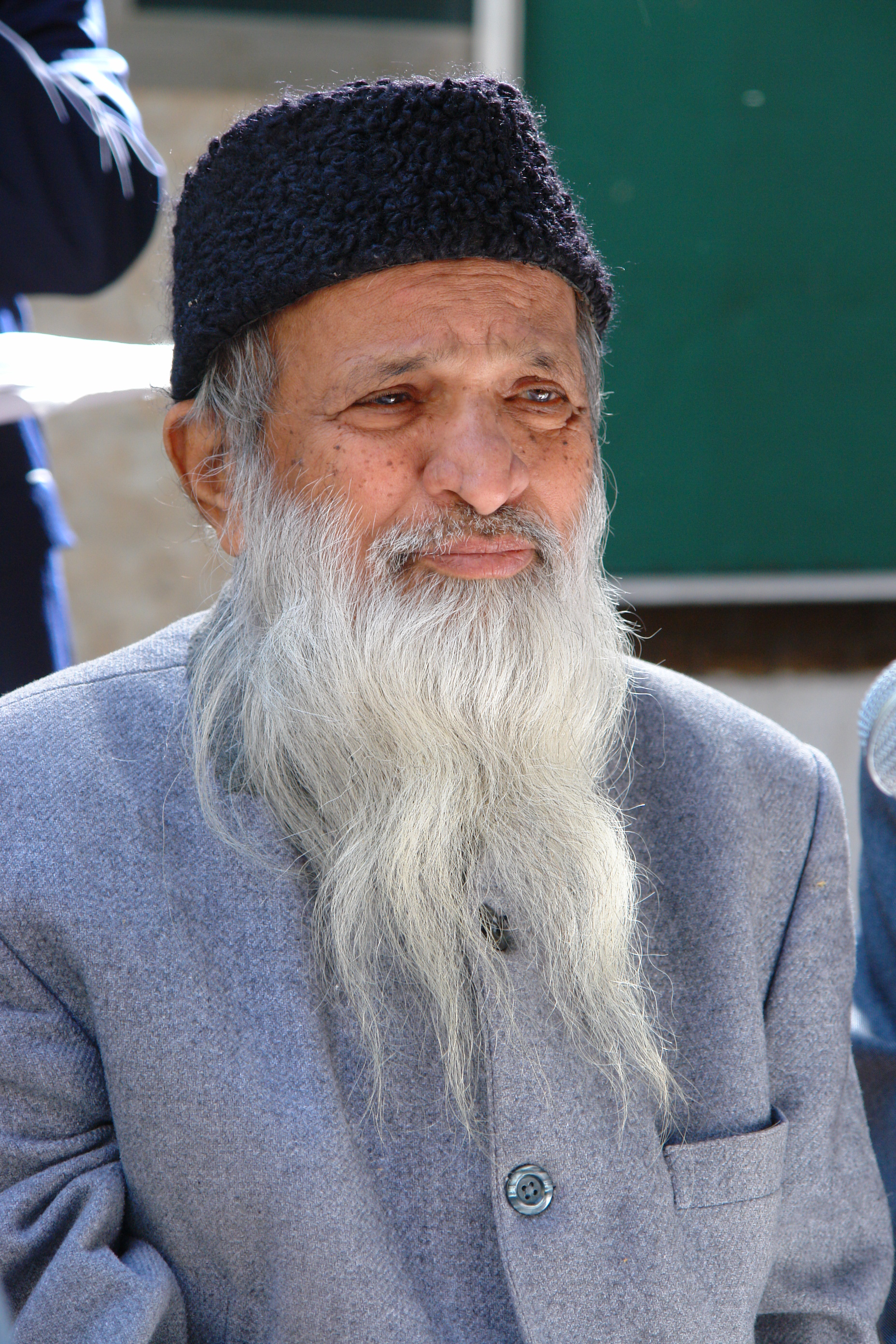
الناشط المجتمعي الباكستاني عبد الستار إيدهي، حصل على جائزة بلزان في مجال النشاط الإنساني والسلام والأخوة بين البشر سنة 2000.

- عبد الستار إيدهي (باكستان): النشاط الإنساني والسلام والإخوة بين البشر.
- إيكا هانسكي (فنلندا): الدراسات البيئية.
- مارتن ليتشفيلد وست (المملكة المتحدة): علم الآثار الكلاسيكية.
- ميكايل شتولايس (ألمانيا): تاريخ القانون منذ سنة 1500 م.
- ميشيل مايور (سويسرا): أدوات وتقنيات الفلك والفيزياء الفلكية.

## 2001
- كلود لوريوس (فرنسا): علم المناخ.
- جيمس سلوس أكرمان (الولايات المتحدة الأمريكية): تاريخ العمارة (شاملًا تاريخ تخطيط المدن وتصميم المناظر الطبيعية)
- جان بيير شانجو (فرنسا): العلوم العصبية المعرفية.
- مارك فومارولي (فرنسا): التاريخ والنقد الأدبي (ما بعد سنة 1500 م)

## 2002
- أنطوني غرافتون (الولايات المتحدة): تاريخ العلوم الإنسانية.
- دومينيك شنابر (فرنسا): علم الاجتماع.
- فالتر غيرنغ (سويسرا): علم الأحياء التطوري.
- كزافييه لو بيشون (فرنسا): الجيولوجيا.

## 2003
- إريك هوبسباوم (المملكة المتحدة): التاريخ الأوروبي منذ سنة 1900.
- راينهارد غنزل (ألمانيا): فلك الأشعة تحت الحمراء.
- سيرج موسكوفيتشي (فرنسا): علم النفس الاجتماعي.
- ون-هسيونغ لي (تايوان/الولايات المتحدة): علم الوراثة وعلم التطور.

## 2004
- أندرو كولين رنفرو (المملكة المتحدة): علم آثار ما قبل التاريخ.
- جمعية سانت إجيديو: النشاط الإنساني والسلام والإخوة بين البشر.
- مايكل مارموت (المملكة المتحدة): الوبائيات.
- نيكي كدي (الولايات المتحدة): العالم الإسلامي منذ نهاية القرن التاسع عشر إلى نهاية القرن العشرين.
- بيار ديلين (بلجيكا): الرياضيات.

## 2005
- لوثار ليدروسه (ألمانيا): تاريخ الفن في آسيا.
- بيتر هول (المملكة المتحدة): التاريخ الاجتماعي والثقافي للمدن منذ بداية القرن السادس عشر الميلادي.
- بيتر غرانت (المملكة المتحدة) وروزماري غرانت (المملكة المتحدة): البيولوجيا السكانية.
- راسل هملي (الولايات المتحدة) وهو-كوانغ ماو (الصين): فيزياء المعادن.

## 2006
- لودفيغ فينشر (ألمانيا): تاريخ الموسيقى الغربية منذ سنة 1600 م.
- كوينتن سكنر (المملكة المتحدة): الفكر السياسي: التاريخ والنظرية.
- أندرو لانج (الولايات المتحدة الأمريكية) وباولو دي برنارديس (إيطاليا): علم الفلك الرصدي والفيزياء الفلكية.
- إليوت مايروويتز (الولايات المتحدة) وكريستوفر سمرفيل (كندا): علم الوراثة الجزيئي للنبات.

## 2007
- سوميو إيجيما (اليابان): العلوم العصبية.
- بروس بوتلر (الولايات المتحدة)  وجول هوفمان (فرنسا) : المناعة الطبيعية.
- ميشيل زنك (فرنسا): الأدب الأوروبي (1000 ـ 1500)
- روزالين هيغنز (المملكة المتحدة): القانون الدولي منذ سنة 1945.
- كارلهاينز بوم (النمسا): النشاط الإنساني والسلام والإخوة بين البشر.

## 2008

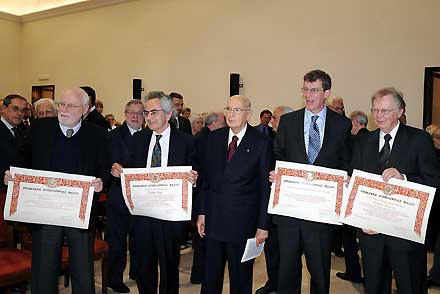
الفائزون بجائزة بلزان سنة 2008 مع الرئيس الإيطالي جورجيو نابوليتانو

- ماوريسيو كالفيسي (إيطاليا): الفنون البصرية منذ سنة 1700.
- توماس ناغل (صربيا/الولايات المتحدة): الفلسفة الأخلاقية.
- إيان فريزر (أستراليا): الطب الوقائي، شاملًا التحصين.
- والاس بروكر (الولايات المتحدة): علم التغيرات المناخية.

## 2009
- تيرنس كيف (المملكة المتحدة): الأدب منذ سنة 1500
- ميكايل غريتسل (ألمانيا/سويسرا): علوم المواد المستحدثة.
- بريندا ميلنر (المملكة المتحدة/كندا): العلوم العصبية المعرفية.
- باولو روسي مونتي (إيطاليا): تاريخ العلم.

## 2010
- مانفرد براونبك (ألمانيا): تاريخ المسرح بكل جوانبه.
- كارلو غينسبورغ (إيطاليا): التاريخ الأوروبي (1400 ـ 1700).
- جاكوب باليس (البرازيل): الرياضيات (البحتة والتطبيقية.)
- شينيا ياماناكا (اليابان): الخلايا الجذعية: البيولوجيا والتطبيقات المرجوة.

## 2011
- بيتر براون (أيرلندا): التاريخ القديم (العالم الإغريقي-الروماني)
- برانيسلاف باتشكو (بولندا): دراسات التنوير.
- راسل سكوت لاند (الولايات المتحدة/المملكة المتحدة): علم الأحياء النظري والمعلوماتية الحيوية.
- جوزيف إيفور سلك (الولايات المتحدة/المملكة المتحدة): بواكير الكون (منذ زمن بلانك إلى المجرات الأولى)

## 2012
- رونالد دوركن (الولايات المتحدة): التشريع.
- راينهارت شتروم (ألمانيا): علم الموسيقى.
- كورت لامبك (أستراليا): علوم الأرض الصلبة.
- ديفيد بولكومب (المملكة المتحدة): علم الوراثة اللاجيني.

## 2013
- أندريه فوشيه (فرنسا): التاريخ الوسيط.
- مانويل كاستليس (إسبانيا): علم الاجتماع.
- ألان أسبيه (فرنسا): معالجة معلومات الكوانتم واتصالاتها
- باسكال كوسار (فرنسا): الأمراض المعدية: الجوانب الأساسية والسريرية.

## 2014
- ماريو توريللي (إيطاليا): علم الآثار الكلاسيكي
- إيان هاكينغ (كندا): نظرية المعرفة وفلسفة العقل
- ديفيد تيلمان (الولايات المتحدة): علم بيئة النبات الأساسي أو التطبيقي.
- دنيس سوليفان (الولايات المتحدة): الرياضيات البحتة أو التطبيقية.